# (21741) 1999 RN162
A (21741) 1999 RN162 a Naprendszer kisbolygóövében található aszteroida. A LINEAR projekt keretében fedezték fel 1999. szeptember 9-én.